# Ordine di Gabriela Silang
L'Ordine di Gabriela Silang è un ordine cavalleresco filippino.

## Storia
L'Ordine è stato fondato il 19 settembre 2003 e dedicato a Gabriela Silang.

## Classi
L'Ordine dispone dell'unica classe di Membro.

## Insegne
- Il nastro è rosso con bordi gialli e blu.